# HOWLING IDOL〜死ねなかった電撃野郎
『HOWLING IDOL〜死ねなかった電撃野郎〜』(ハウリング アイドル〜しねなかったでんげきやろう〜)は、STANCE PUNKSの3枚目のアルバム。2005年9月21日発売。

## 収録曲・解説
1. 東京ブラザーズ
作詞・作曲：TSURU
2. モニー・モニー・モニー
作詞・作曲：TSURU
2005年3月に発売された4thシングル。
3. TV/DV
作詞・作曲：川崎テツシ
4. 黒い海
作詞・作曲：川崎テツシ
5. 世界をハメろ
作詞・作曲：TSURU
6. イカれたブギー 
作詞・作曲：TSURU
7. 13#
作詞・作曲：川崎テツシ
8. 青い闇
作詞・作曲：TSURU
9. ネオンボーイズ・ファンクラブ 
作詞・作曲：川崎テツシ
10. ノーボーイ・ノークライ
作詞・作曲：TSURU
2005年6月に発売された5thシングル。
11. コックニーナイト
作詞・作曲：TSURU

サウンドプロデュース：ホリエアキラ